# Cicindela duodecimguttata
Cicindela duodecimguttata – gatunek chrząszcza z rodziny biegaczowatych i podrodziny trzyszczowatych. Zamieszkuje większą część Kanady i Stanów Zjednoczonych. Zasiedla pobrzeża wód słodkich.

## Taksonomia
Gatunek ten opisany został po raz pierwszy w 1825 roku przez Pierre’a F.M. Auguste’a Dejeana. Epitet gatunkowy oznacza po łacinie „dwunastokropka” i odnosi się do liczby kropek mogącej występować na pokrywach. Lokalizację typową późniejsi autorzy ustalili jako Farmingham w hrabstwie Middlesex w Massachusetts. Kolejno w 1913 i 1916 roku Thomas Casey opisał nowe gatunki Cicindela bucolica i Cicindela hudsonica – oba zsynonimizowane zostały z C. duodecimguttata przez Walthera Horna w 1926 roku.

## Morfologia
Chrząszcz o ciele długości od 12 do 15 mm. Wierzch ciała jest ciemnobrązowy do czarniawego, gdzieniegdzie z metalicznie zielonymi, niebieskimi lub purpurowymi refleksami, a u starszych osobników nawet całkiem metalicznie zielony lub niebieskawy. Przedplecze jest ku przodowi zwężone słabiej niż ku tyłowi wskutek czego jego zarys w widoku grzbietowym jest odwrotnie trapezowaty, nie zaś wrzecionowaty jak u podobnie ubarwionego Cinindela repanda. Na pokrywach znajduje się zwykle wzór z wąskich, kremowych plam, które mogą być porozrywane na kropki. Środkowa z tych plam tworzy zwykle cienką przepaskę poprzeczną połączoną wąsko pod kątem prostym z krótkim paskiem wzdłuż krawędzi pokrywy. Niekiedy plam na pokrywach brak zupełnie. Podobny wzór z plam występuje u Cicindela oregona, z którym w dodatku C. duodecimguttata może się w rejonie wschodnich zboczy Gór Skalistych hybrydyzować, dając osobniki o cechach pośrednich. Spód ciała jest metalicznie niebieskozielony.

## Ekologia i występowanie
Owad ten zasiedla muliste i piaszczyste pobrzeża słodkich wód płynących i stojących. Osobniki dorosłe są zwykle aktywne od kwietnia do czerwca i ponownie od sierpnia do października. Na pobrzeżach wód występują często grupowo, natomiast dalej od nich spotykane są raczej pojedynczo. Są drapieżnikami, ale zjadają także owady martwe. Cykl życiowy jest dwuletni; stadium zimującym są zarówno larwy jak i postacie dorosłe. Larwy żyją w norkach o głębokości od 6 do 10 cm wykopanych na odkrytych lub skąpo porośniętych roślinnością brzegach wód. Często norki te tworzą liczebne zgrupowania.
Gatunek nearktyczny. W Kanadzie znany jest z południowej części Terytoriów Północno-Zachodnich, Alberty, Saskatchewan, południowej części Manitoby, Ontario, południowego Quebecu, Nowej Fundlandii, Labradoru, Nowej Szkocji, Nowego Brunszwiku oraz Wyspy Księcia Edwarda. Podawany również z należącego do Francji Saint-Pierre i Miquelon. W Stanach Zjednoczonych notowany jest z Montany, Wyoming, zachodniego Kolorado, Dakoty Północnej, Dakoty Południowej, Nebraski, Kansas, Oklahomy, Teksasu, Minnesoty, Iowy, Missouri, Arkansas, Luizjany, Michigan, Wisconsin, Illinois, Indiany, Ohio, Kentucky, Tennessee, Missisipi, Alabamy, Nowego Jorku, Vermontu, New Hampshire, Maine, Massachusetts, Rhode Island, Connecticut, Pensylwanii, New Jersey, Marylandu, Waszyngtonu, Delaware, Wirginii Zachodniej, Wirginii, Karoliny Północnej, zachodniej Karoliny Południowej oraz Georgii.